# Vélez de Benaudalla
Vélez de Benaudalla és un municipi de la província de Granada, amb una superfície de 79 km², una població de 2.965 habitants (2006) i una densitat de població de 37,53 hab/km².

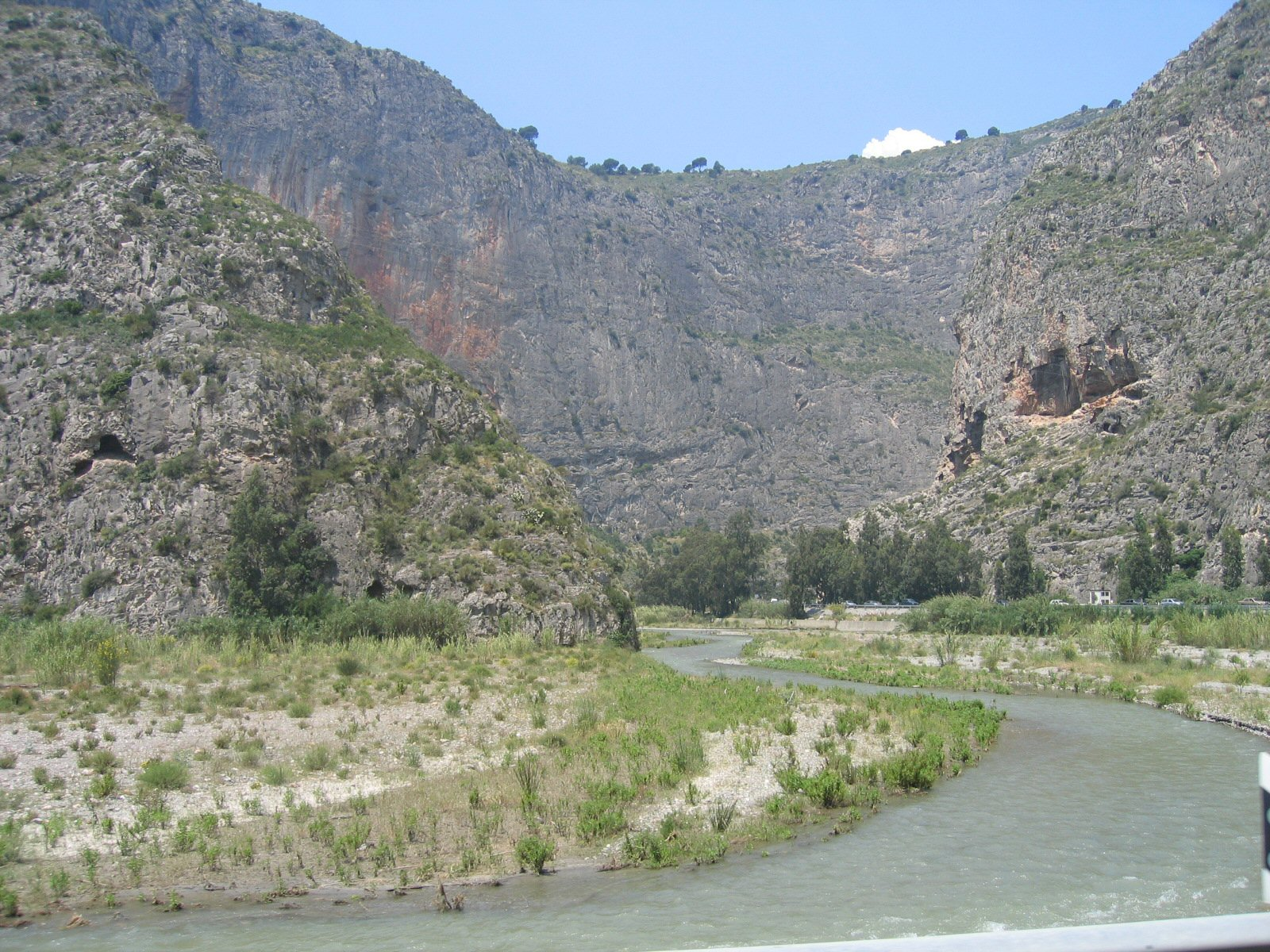
Riu Guadalfeo

## Llocs d'interès
El barri àrab: En aquest barri antic es poden veure carrers blancs i estrets, i places tranquil·les. Pertanyen en aquest barri el Castell dels Ulloa, els carrers de Sant Silvestre, Parradas, Finados, Pontanilla, Mártires i places com la de la Cruz o de la Constitución. Aquests carrers i places reflecteixen el passat andalusí del barri amb més caràcter de Vélez de Benaudalla.